# 范迪弗 (密蘇里州)
范迪弗（英語：Vandiver）是位於美國密蘇里州奧德雷恩縣的村。

## 人口
根據2020年美國人口普查的數據，范迪弗的面積為0.82平方千米，當中陸地面積為0.81平方千米，而水域面積為0.01平方千米。當地共有人口63人，而人口密度為每平方千米77人。